# 臺北市政府工務局公園路燈工程管理處
臺北市政府工務局公園路燈工程管理處（簡稱公園處、公燈處），是臺北市政府所轄的二級機關，隸屬臺北市政府工務局。

## 歷史
「臺北市工務局公園管理所」是公園處的前身。1968年6月，臺北市工務局撤銷公共工程處與公園管理所，改設養護工程處；養護工程處專責公共設施之維護，並辦理水利及防洪工程及15公尺至8公尺道路之闢建。
1971年7月10日，臺北市政府工務局成立「臺北市政府工務局公園路燈管理處」。有關公園處的成立，嗣因人口日益增加，對於休憩場所之需求亦相對增加，及為美化市容，加速發展公園、綠地及路燈業務，將原由臺北市政府工務局養護工程處辦理之公園、路燈業務及部分人員移交公園處繼續辦理。公園處成立之初，置編制員額48員，分3科、3室、2隊與安全管理員。
1977年1月30日，臺北市政府工務局公園路燈管理處變更名稱為「臺北市政府工務局公園路燈工程管理處」。
公園處組織規程及編制表，經臺北市政府民國107年1月16日「府法綜字第10730167300號令」修正發布（最近一次修編），修正組織編制員額為261員，下設5科、2隊、5管理所、1花卉試驗中心及5室等18個單位，持續掌理公園、綠地、行道樹、廣場、兒童遊樂場、路燈、公園照明及水電等新建工程之勘測、規劃、設計，掌理各轄區公園內設施物及植栽之管理維護等事項。

### 公園處管理單位成立沿革
- 士林園藝所：1973年3月15日，原臺灣省農業試驗所士林園藝實驗分所奉令改隸本處，更名為士林園藝所；同年增設陽明山工作站。

- 園藝管理所：1977年1月30日變更本處名稱為「臺北市政府工務局公園路燈工程管理處」，為精簡機關層次，士林園藝所及陽明山工作站合併改組為園藝管理所。

- 陽明山公園管理所：1977年1月30日為配合陽明山管理局改組，奉令接管陽明山公園管理組人員及業務，成立陽明山公園管理所。

- 青年公園管理所：1977年1月30日接管南機場高爾夫球場，成立青年公園，設置青年公園管理所。

- 圓山公園管理所及花卉試驗中心：1979年10月增編圓山公園管理所，並以原園藝管理所山仔後工作站改編成立花卉試驗中心。

- 河濱公園管理所:2001年6月8日增設，後於2006年7月30日為配合水利事權移撥水利工程處辦理，撤銷河濱公園管理所

2006年7月30日依據《勞工安全衛生法》等相關法令規定增設工程品管科。
2018年1月16日為配合柯文哲市府政策接辦區公所鄰里公園維護管理業務，基於人員隨同業務移撥原則，增列編制員額24人。另，工程品管科依《職業安全衛生法》修正為「品管及職安科」。

## 組織架構

### 處本部
- 處長
- 副處長
- 總工程司

### 內部單位

#### 處內科室
- 園藝科：公園、綠地、廣場、兒童遊樂場等新建工程之勘測、規劃及設計等事項。
- 路燈科：路燈、公園照明與水電設備等新建工程之勘測、規劃、設計、施工、估驗、計價、驗收作業及結算等事項。
- 工務科：工程發包、簽約與土木、綠化、遊憩設施等工程之施工、估驗、計價、驗收作業及結算等事項。
- 品管及職安科：土木、綠化、遊憩設施、水電路燈與照明各類工程施工品質查核管理、工程維護管考、勞工安全衛生業務之計畫督導、考核、訓練、宣導及管理等事項。
- 工程配合科：公園用地之取得，與其產權之變更、移轉、囑託登記暨建物與地上物、地下物之協調、補償及拆遷等事項。
- 園藝工程隊：綠地、廣場與行道樹之管理及維護施工等事項。
- 路燈工程隊：路燈與照明設施之管理、維護與工程之規劃、設計、施工、估驗及驗收等事項。
- 資訊室：資訊作業設計、管理及推廣等事項。
- 秘書室：文書、檔案、出納、總務、財產之管理與法制、公關、研考等業務及不屬於其他各單位事項。
- 會計室：依法辦理歲計、會計及統計事項。
- 人事室：依法辦理人事管理事項。
- 政風室：依法辦理政風事項。

#### 處外科室
- 園藝管理所：花卉繁殖栽培、花卉展覽、士林官邸與相關園區設施物及植栽之管理維護等事項。
- 陽明山公園管理所：士林、北投區公園內設施物及植栽之管理維護等事項。
- 青年公園管理所：萬華、中正、大安區公園內設施物及植栽之管理維護等事項。
- 圓山公園管理所：內湖、松山、中山、大同區公園內設施物及植栽之管理維護等事項。
- 南港公園管理所：南港、信義、文山區公園內設施物及植栽之管理維護等事項。
- 花卉試驗中心：觀賞花木之試驗、研究、推廣、病蟲害防治、苗圃、設施物及植栽之管理維護等事項。

## 外部連結
- 臺北市政府工務局公園路燈工程管理處 （页面存档备份，存于）（繁體中文）（英文）